# Back in the Saddle Tour
Back in the Saddle Tour – druga trasa koncertowa grupy muzycznej Aerosmith, obejmująca wyłącznie Amerykę Północną; w jej trakcie odbyły się pięćdziesiąt cztery koncerty.
1. 22 czerwca 1984 – Concord, New Hampshire, USA – Capitol Theatre
2. 23 czerwca 1984 – Concord, New Hampshire, USA – Capitol Theatre
3. 27 czerwca 1984 – Weedsport, Nowy Jork, USA – Cayuga County Fairground
4. 28 czerwca 1984 – Saratoga Springs, Nowy Jork, USA – Saratoga Performings Arts Center
5. 30 czerwca 1984 – Rochester, Nowy Jork, USA – Rochester Community War Memorial
6. 2 lipca 1984 – Columbia, Maryland, USA – Merriweather Post Pavillion
7. 3 lipca 1984 – Harrisburg, Pensylwania, USA – City Island
8. 5 lipca 1984 – Middletown, Nowy Jork, USA – Orange County Fairgrounds
9. 6 lipca 1984 – Norfolk, Wirginia, USA – Norfolk Scope
10. 8 lipca 1984 – Erie, Pensylwania, USA – Erie Civic Center
11. 9 lipca 1984 – Vaughan, Ontario, Kanada – Kingswood Music Theatre
12. 11 lipca 1984 – Clarkston, Michigan, USA – Pine Knob Music Theatre
13. 12 lipca 1984 – Rosemont, Illinois, USA – Rosemont Horizon
14. 13 lipca 1984 – Springfield, Illinois, USA – Prairie Capital Convention Center
15. 15 lipca 1984 – Richfield, Ohio, USA – Richfield Coliseum
16. 21 lipca 1984 – Saint Paul, Minnesota, USA – Navy Island
17. 23 lipca 1984 – Dubuque, Iowa, USA – Five Flags Center
18. 29 lipca 1984 – St. Louis, Missouri, USA – St. Louis Arena
19. 4 sierpnia 1984 – Worcester, Massachusetts, USA – The Centrum
20. 5 sierpnia 1984 – Worcester, Massachusetts, USA – The Centrum
21. 8 sierpnia 1984 – Filadelfia, Pensylwania, USA – The Spectrum
22. 10 sierpnia 1984 – Portland, Maine, USA – Cumberland County Civic Center
23. 11 sierpnia 1984 – Montreal, Kanada – Forum de Montréal
24. 20 sierpnia 1984 – Phoenix, Arizona, USA – Arizona Veterans Memorial Coliseum
25. 22 sierpnia 1984 – San Diego, Kalifornia, USA – Golden Hall
26. 25 sierpnia 1984 – Los Angeles, Kalifornia, USA – Greek Theatre
27. 26 sierpnia 1984 – Los Angeles, Kalifornia, USA – Greek Theatre
28. 28 sierpnia 1984 – San Bernardino, Kalifornia, USA – Orange Theater
29. 31 sierpnia 1984 – Oakland, Kalifornia, USA – Oakland-Alameda County Coliseum
30. 3 grudnia 1984 – Boston, Massachusetts, USA – Boston Garden
31. 7 grudnia 1984 – Albuquerque, Nowy Meksyk, USA – Tingley Coliseum
32. 8 grudnia 1984 – El Paso, Teksas, USA – El Paso County Coliseum
33. 10 grudnia 1984 – Corpus Christi, Teksas, USA – Memorial Coliseum
34. 12 grudnia 1984 – Houston, Teksas, USA – The Summit
35. 13 grudnia 1984 – Dallas, Teksas, USA – Reunion Arena
36. 18 grudnia 1984 – Fort Lauderdale, Floryda, USA – Sunrise Entertainment Centre
37. 20 grudnia 1984 – Orlando, Floryda, USA – Orange County Convention Center
38. 21 grudnia 1984 – St. Petersburg, Floryda, USA – Bayfront Center
39. 23 grudnia 1984 – Orlando, Floryda, USA – Sunrise Entertainment Centre
40. 27 grudnia 1984 – Providence, Rhode Island, USA – Providence Civic Center
41. 29 grudnia 1984 – New Haven, Connecticut, USA – New Haven Coliseum
42. 30 grudnia 1984 – Boston, Massachusetts, USA – Orpheum Theater
43. 31 grudnia 1984 – Boston, Massachusetts, USA – Orpheum Theater
44. 2 stycznia 1985 – Binghamton, Nowy Jork, USA – Broome County Veterans Memorial Arena
45. 3 stycznia 1985 – Hershey, Pensylwania, USA – HersheyPark Arena
46. 4 stycznia 1985 – Bethlehem, Pensylwania, USA – Stabler Arena
47. 6 stycznia 1985 – Springfield, Massachusetts, USA – Springfield Civic Center
48. 7 stycznia 1985 – Baltimore, Maryland, USA – Baltimore Civic Center
49. 11 stycznia 1985 – Merrilville, Indiana, USA – Star Plaza Theatre
50. 12 stycznia 1985 – Detroit, Michigan, USA – Joe Louis Arena
51. 14 stycznia 1985 – Muskegon, Michigan, USA – L.C. Walker Arena
52. 15 stycznia 1985 – Lexington, Kentucky, USA – Rupp Arena
53. 17 stycznia 1985 – Carbondale, Illinois, USA – SIU Arena
54. 18 stycznia 1985 – Columbus, Ohio, USA – Battele Hall